# Andi Deris
Andi Deris, all'anagrafe Andreas Deris (Karlsruhe, 18 agosto 1964), è un cantante tedesco, dal 1994 co-frontman del gruppo power metal tedesco Helloween, e cofondatore ed ex cantante della band metal tedesca Pink Cream 69. 
Ha una carriera solista attiva e uno studio di registrazione a Tenerife, in Spagna.

## Biografia

### Prime band (1979-1987)
Deris nasce a Karlsruhe, in Germania, e inizia a cantare nella sua prima band, i Paranoid, alla giovane età di 15 anni. Due anni dopo il nome della band viene cambiato in Nameless.
Della band fa parte un suo compagno di scuola, il batterista Ralf Maurer, con il quale stringe un'amicizia duratura; infatti Ralf suonerà anche su entrambi gli album solisti di Deris. Alla fine del 1984, Andi si unisce ai Dragon, con i fratelli Bruno e Oscar Di Blasio ("Di Blasio BrOs") alla chitarra, e Bernd e Stefan Lüddemann (basso e batteria).
Dopo essersi esibiti dal vivo nella zona di Karlsruhe, i Dragon si recano agli Arco Studio di Monaco, per registrare il loro primo demo con il produttore Tony Monn. Vengono registrati i seguenti brani: "I Was Made to Be With You", "Call Me Up", "Woman", "I Hear the Angels Singing", "Ballade of Glory" e "Rock Your Body Down".
Durante la produzione del demo partecipa alle riprese il batterista Bodo Schopf (ex-Michael Schenker Group), registrando alcune parti di batteria. Nel 1986 Bruno e Oscar Di Blasio, insieme a Deris (che ha appena terminato il servizio militare), incontrano il bassista italiano Daniel De Niro e fondano i Kymera. Ralf Maurer alias "Ralph Mason" viene nuovamente reclutato come nuovo batterista della band.
"Hello U.S.A.", "Hot Looking Romeo", "Send Me a Letter" e versioni riarrangiate di "I Was Made to Be with You", "Call Me Up" e "Woman" vengono incise poco dopo dai Kymera e pubblicate dall'etichetta “Francis, Day e Hunter GmbH Publishing”. Dopo alcuni concerti, il batterista Ralph Mason lascia i Kymera per intraprendere gli studi universitari e viene sostituito dal giovane Kosta Zafiriou. Da lì a poco la band si reca in studio per incidere "Shadows Are Falling", "Lonely I'd Be Loving You" e una nuova versione di "Ballade of Glory", continuando ad esibirsi dal vivo in Germania con una buona frequenza, fino alla fine del 1986.
All'inizio del 1987, Deris e Kosta Zafiriou abbandonano i Kymera per formare la band Pink Cream 69.
Deris viene assunto per le sessioni di registrazione dei “No Mercy”, una band con sede ad Appenweier / Offenburg nel sud della Germania e composta da Bobby Benz (basso), Rüdiger Föll (batteria) e Uwe Ulm (chitarra solista). Con loro Andi prende parte a due soli concerti. Nel secondo e ultimo evento, i Pink Cream 69 suonano come band di supporto per i No Mercy; quella sera Deris si esibisce con entrambe le band e sale sul palco due volte, aprendo la serata con l'esordio dei Pink Cream 69.

### Pink Cream 69 (1987-1993)
Nel 1987 i Pink Cream 69 sono ufficialmente formati, la band è così composta da Dennis Ward al basso, Kosta Zafiriou alla batteria, Alfred Koffler alla chitarra e Andi Deris alla voce.
Il gruppo firma un contratto con la CBS (l'attuale Sony Music) e pubblica tre album, seguiti da diversi tour in Europa, America e Giappone. Nel 1992 viene pubblicato il video live “Size It up - Live in Japan”;  questo concerto di un'ora verrà ripresentato nel DVD “Live Past and Present” nel 2009, insieme a tutti i video con Andi Deris.

### Helloween e carriera solista (1993-presente)
Nel 1993 gli Helloween subiscono dei drastici cambiamenti di formazione; il batterista Ingo Schwichtenberg viene sostituito dall'ex batterista dei Gamma Ray Uli Kusch, e il frontman Michael Kiske, da Andi Deris. Questa nuova formazione dà alle stampe l'album “Master of the Rings”.
Deris diventa immediatamente un cantautore per la band, componendo i brani "Why?", "Perfect Gentleman" e "In the Middle of a Heartbeat".
Nel 1996 “The Time of the Oath” aumenta ulteriormente le vendite degli Helloween e culmina in un tour mondiale che viene poi immortalato sia nel DVD che nel doppio disco live, “High Live”; le riprese sono tratte da tre concerti in Spagna e Italia. Mentre gli Helloween sono in pausa, Deris registra il suo primo album solista, “Come In from the Rain”, nel disco canta e suona anche la chitarra, accompagnato da Peter Idera (chitarra solista), Ralph Maison (batteria e cori) e Gisbert Royder (basso).
Nel 1998, gli Helloween registrano “Better Than Raw” a Tenerife, in Spagna, dove Deris attualmente risiede. Nel 1999, Andi pubblica con gli Helloween il disco di cover “Metal Jukebox” e in Giappone il secondo album solista, “Done by Mirrors” (che viene distribuito nel 2000 in altre parti del mondo a causa di conflitti con le case discografiche); il disco vede Deris ancora una volta alla chitarra e voce, Don Pupillo alla chitarra solista, Maison e Royder. Nel 2000 esce inoltre “The Dark Ride” degli Helloween.
Dopo il tour di supporto a “The Dark Ride”, Michael Weikath, leader degli Helloween, licenzia Roland Grapow e Uli Kusch e la band cambia così ancora una volta formazione. “Rabbit Don't Come Easy” viene pubblicato nel 2003 e ne segue il primo tour della band negli Stati Uniti dal 1989 (epoca in cui il frontman era ancora Michael Kiske). Nel 2005 viene pubblicato “Keeper of the Seven Keys: The Legacy”; il primo singolo e video estratti sono "Mrs. God", scritta proprio da Deris. Per la prima volta nella storia della discografia degli Helloween, compare un duetto, la co-protagonista è Candice Night dei Blackmore's Night, nel brano "Light the Universe" e la canzone diventa il secondo singolo e il secondo video.
Nel febbraio 2007 viene pubblicato “Live on the 3 continents” un doppio live DVD (che include anche un documentario sulla band) e doppio disco.
Gli Helloween pubblicano il loro dodicesimo album in studio, Gambling with the Devil, il 23 ottobre 2007 e successivamente “Unarmed - Best of 25th Anniversary” (2009), “7 Sinners” (2010), “Straight Out of Hell” (2013) e “My God-Given Right” (2015); il titolo di quest'ultimo è ispirato ad una frase che il padre di Deris gli disse al termine della scuola. Nel novembre 2013 Andi Deris pubblica un nuovo album solista,” Million-Dollar Haircuts on Ten-Cent Heads”.
Nel 2017 gli Helloween danno vita ad una reunion con i 2 ex membri storici, Kai Hansen e Michael Kiske e organizzano una tournée mondiale denominata Pumpkins United World Tour; gli spettacoli prevedono una scaletta composta da brani vecchi e recenti della band e un alternarsi continuo fra i due cantanti.
Deris commenta così l'attuale scelta:
```
Prima eravamo un po’ spaventati l’uno dell’altro ma dopo poco è cambiato tutto; per me non è più un estraneo ormai è una persona che mi piace molto. Sarà davvero un’amicizia che durerà nel futuro.
[
1
]
```

#### Vita Privata
Deris ha un figlio nato nei primi anni '90.
Dalla fine degli anni '90 risiede a Tenerife, in Spagna, anche se dice che un giorno si trasferirà alle Seychelles.
Una sua dichiarazione sulle differenze tra Tenerife e la Germania:
```
"Ricordo quando ci siamo arrivati per la prima volta, circa 18 anni fa, non c'erano troppi regolamenti all'epoca, c'era molta libertà. Ora invece con Bruxelles che emana leggi stupide per ogni dettaglio della nostra vita, sento che per me si sta esagerando, non saprei, probabilmente si annoiano laggiù. Altrimenti, non saprei spiegare tutte queste stupide leggi. La vita è ancora bella a Tenerife, ma non così bella come 18 anni fa. Quindi, se nei prossimi 10 anni andrà avanti così con leggi di questo tipo e ancor più europeizzazione, allora mi trasferisco alle Seychelles ".
```

## Discografia

### Con i Pink Cream 69
- 1989 - Pink Cream 69
- 1991 - One Size Fits All
- 1993 - Games People Play

### Con gli Helloween

#### Album in studio
- 1994 - Master of the Rings
- 1996 - The Time of the Oath
- 1998 - Better Than Raw
- 2000 - High Live
- 2000 - The Dark Ride
- 2003 - Rabbit Don't Come Easy
- 2005 - Keeper of the Seven Keys - The Legacy
- 2007 - Live on 3 Continents
- 2007 - Gambling with the Devil
- 2010 - Unarmed - Best of 25th Anniversary
- 2010 - 7 Sinners
- 2013 - Straight out of Hell
- 2015 - My God-Given Right
- 2021 - Helloween

### Solista

#### Album in studio
- 1997 - Come in from the Rain
- 1999 - Done By Mirrors
- 2013 - Million-Dollar Haircuts on Ten-Cent Heads

#### Singoli
- 1997 - 1000 Years Away
- 1997 - Good Bye Jenny
- 2013 - Don't Listen to the Radio

### Collaborazioni
- 1998 - Soundchaser (Rage)
- 2000 - Universal Migrator Part 2: Flight of the Migrator (Ayreon)
- 2015 - Rise of the Animal (Wolfpakk)